# Серисје
Серисје (фр. Cerisiers) насеље је и општина у источном делу централне Француске у региону Бургоња, у департману Јон која припада префектури Санс.
По подацима из 2011. године у општини је живело 996 становника, а густина насељености је износила 38,63 становника/km². Општина се простире на површини од 25,78 km². Налази се на средњој надморској висини од 151 метар (максималној 247 m, а минималној 119 m).

## Демографија
| 1962. | 1968. | 1975. | 1982. | 1990. | 1999. | 2011. |
| ----- | ----- | ----- | ----- | ----- | ----- | ----- |
| 775   | 811   | 823   | 860   | 889   | 900   | 996   |

График промене броја становника у току последњих година